# Liste der Monuments historiques in Mouzeuil-Saint-Martin
Die Liste der Monuments historiques in Mouzeuil-Saint-Martin führt die Monuments historiques in der französischen Gemeinde Mouzeuil-Saint-Martin auf.

## Liste der Bauwerke
| Bezeichnung           | Beschreibung              | Standort                 | Kennzeichnung | Schutzstatus | Datum | Bild           |
| --------------------- | ------------------------- | ------------------------ | ------------- | ------------ | ----- | -------------- |
| Kirche Sainte-Trinité | Erbaut im 12. Jahrhundert | (Lage)                   | PA85000010    | Inscrit      | 1997  | weitere Bilder |
| Ehemaliges Priorat    | Erbaut 1540               | 4, rue du Prieuré (Lage) | PA85000009    | Inscrit      | 1997  | weitere Bilder |